# Habronyx peltatus
Habronyx peltatus är en stekelart som beskrevs av Dasch 1984. Habronyx peltatus ingår i släktet Habronyx och familjen brokparasitsteklar. Inga underarter finns listade i Catalogue of Life.